# Campo de Argañán
El Campo de Argañán (la seva part sud coneguda com a Campo de Azaba) és una comarca de la província de Salamanca (Castella i Lleó). Els seus límits no es corresponen amb una divisió administrativa, sinó amb una denominació històric-tradicional. Ocupa una superfície de 864,09 km².
La comarca comprèn 18 municipis: Aldea del Obispo, Campillo de Azaba, Carpio de Azaba, Castillejo de Martín Viejo, Espeja, Fuentes de Oñoro, Gallegos de Argañán, Ituero de Azaba, La Alameda de Gardón, La Alamedilla, La Alberguería de Argañán, La Bouza, Puebla de Azaba, Puerto Seguro, Saelices el Chico, Villar de Argañán, Villar de Ciervo i Villar de la Yegua.